# Mateusz Hołda
Mateusz Krystian Hołda (ur. 27 września 1992 w Tarnowie) – polski lekarz, anatom, kardiomorfolog (specjalista od budowy serca), specjalista kardiolog, profesor nauk medycznych, nauczyciel akademicki.

## Życiorys
Pochodzi ze Zborowic, a urodził się w Tarnowie. W szkołach rodzinnej miejscowości uczył się do ukończenia gimnazjum w 2008 roku, następnie przez trzy lata uczęszczał do klasy o profilu medycznym Liceum Ogólnokształcącego Zakonu Pijarów w Krakowie, gdzie zdał maturę. W 2011 roku związał się z Uniwersytetem Jagiellońskim, wybierając studia na Wydziale Lekarskim Collegium Medicum UJ, które ukończył w 2017 roku. W czasie studiów pełnił m.in. funkcję wiceprzewodniczącego zarządu Studenckiego Towarzystwa Naukowego oraz przewodniczącego Studenckiego Koła Anatomicznego.
Od początku działalności naukowej związany jest z Katedrą Anatomii. W 2013 roku założył niezależny, międzynarodowy zespół naukowy HEART – Heart Embryology and Anatomy Research Team zajmujący się badaniami nad architekturą układu sercowo-naczyniowego, którego pozostaje kierownikiem.
W 2016 roku został laureatem V edycji Diamentowego Grantu Ministerstwa Nauki i Szkolnictwa Wyższego, co pozwoliło na przeprowadzenie przewodu doktorskiego przed ukończeniem studiów magisterskich. Rozprawę doktorską pt. Cieśń mitralna oraz cieśń trójdzielno-żylna – anatomiczne podłoże dla zabiegów ablacji substratu arytmogennego, której promotorem był prof. Jerzy Walocha, obronił z wyróżnieniem w kwietniu 2017 roku Tym samym jako pierwszy w III Rzeczypospolitej uzyskał stopień doktora bez posiadania tytułu magistra lub równorzędnego – w chwili obrony rozprawy doktorskiej był studentem szóstego roku kierunku lekarskiego. Za rozprawę doktorską otrzymał m.in. Nagrodę Prezesa Rady Ministrów (2018).
Był członkiem VI kadencji Rady Młodych Naukowców. Należy m.in. do Polskiego Towarzystwa Kardiologicznego (członek Klubu 30 PTK), Europejskiego Towarzystwa Kardiologicznego, Polskiego Towarzystwa Anatomicznego, American Association of Clinical Anatomists oraz American Association for Anatomy.
W 2019 roku znalazł się na europejskiej liście „30 Under 30” publikowanej przez magazyn Forbes – gronie Europejczyków przed 30. rokiem życia, będących liderami w swoich dziedzinach. Przez Europejski Bank Odbudowy i Rozwoju oraz brytyjski think-tank „Emerging Europe” został uznany za najbardziej wpływowego Europejczyka młodego pokolenia w 2019 roku.
W lutym 2020 roku, na podstawie pracy pt. Kieszonka przegrodowa – występowanie, metody obrazowania i znaczenie kliniczne nowo opisanej struktury anatomicznej, uzyskał na UJ stopień naukowy doktora habilitowanego nauk medycznych (najmłodszy polski doktor habilitowany).
4 lipca 2022 roku otrzymał tytuł profesora zostając najmłodszym wówczas Polakiem legitymującym się takim tytułem Jest jednym z najmłodszych Polaków w historii Polski, którzy uzyskali taki tytuł.

## Działalność naukowa
Jego działalność naukowa ma charakter interdyscyplinarny, łączy nauki podstawowe z naukami klinicznymi. Głównym obszarem badań pozostaje układ sercowo-naczyniowy człowieka, anatomia kliniczna, zmiany morfologiczne serca w różnych jednostkach chorobowych oraz metody jego obrazowania, a w szczególności:
- anatomia układu sercowo-naczyniowego z uwzględnieniem anatomii istotnych z punktu widzenia kardiologii inwazyjnej i elektrokardiologii obszarów serca,
- obrazowanie mięśnia sercowego przy pomocy echokardiografii i tomografii komputerowej,
- odwzorowanie (makroskopowe, mikroskopowe i molekularne) układu bodźcotwórczo-przewodzącego serca,
- wykorzystanie mikrotomografii komputerowej wzmacnianej kontrastami do obrazowania struktury wewnętrznej serca,
- trójwymiarowa rekonstrukcja i wizualizacja klinicznych danych obrazowych oraz druk 3D w medycynie[28].

Na jego dorobek naukowy składa się kilkadziesiąt publikacji w wiodących czasopismach naukowych, m.in. w „Clinical Anatomy", „Annals of Anatomy”, „International Journal of Cardiology”, „Europace”, „Journal of Anatomy”, „JACC: Cardiovascular Interventions”, „Stroke”, „JASE”. Mateusz Hołda jest wykładowcą na polskich i zagranicznych kongresach naukowych (ponad 100 wystąpień), recenzentem czasopism naukowych publikowanych w Polsce i za granicą, redaktorem naukowym w czasopiśmie PLOS ONE. Kieruje projektami naukowymi i grantami finansowanymi ze źródeł zewnętrznych, w tym między innymi przez Narodowe Centrum Nauki, Narodowe Centrum Badań i Rozwoju oraz Narodową Agencję Wymiany Akademickiej.

## Nagrody i wyróżnienia
Wyróżniany i nagradzany w Polsce i za granicą otrzymał m.in.:
- 2025: Orły Wprost[38]
- 2025: Wybitna Osobowość Polskiej Medycyny Roku 2025[39]
- 2025: Honorowy Obywatel Gminy Ciężkowice[40]
- 2024: Nagrody Naukowe POLITYKI[41]
- 2024: LISTA STU 2023: medycyna, Puls Medycyny[42]
- 2024: Złote Logo Polska[43]
- 2023: Nagroda Ministra Edukacji i Nauki za szczególne osiągnięcia naukowe[44]
- 2023: Promotor Polski 2023[45]
- 2023: Supertalenty w Medycynie 2023[46]
- 2023: Wektory 2023[47]
- 2022: Złoty Medal „Polonia Minor”[48]
- 2022: Nagroda Naukowa Sekcji Echokardiografii Polskiego Towarzystwa Kardiologicznego[49]
- 2021: Nagroda im. Prof. Marka Sycha za rozprawę habilitacyjną[50]
- 2020: Nagroda Naukowa Klubu 30 Polskiego Towarzystwa Kardiologicznego im. Prof. Leszka Ceremużyńskiego[51]
- 2020: Supertalenty w Medycynie 2020[52]
- 2019: Emerging Europe Award – Young Influencer of the Year, Londyn[37]
- 2019: Premio Internazionale “Giuseppe Sciacca”, Watykan
- 2019: Nagroda Naukowa Sekcji Echokardiografii Polskiego Towarzystwa Kardiologicznego
- 2019: Polska Nagroda Inteligentnego Rozwoju w kategorii Naukowiec Przyszłości
- 2019: Forbes 30 Under 30 Europe in science and healthcare, Londyn
- 2018: Nagroda Prezesa Rady Ministrów za wyróżnioną rozprawę doktorską
- 2018: Stypendium Ministra Nauki i Szkolnictwa Wyższego dla wybitnych młodych naukowców
- 2017: Stypendium Fundacji na rzecz Nauki Polskiej START[53]
- 2017: Nagroda Naukowa Klubu 30 Polskiego Towarzystwa Kardiologicznego im. Prof. Leszka Ceremużyńskiego
- 2017: Diamentowa Nagroda Naukowa Prorektora Uniwersytetu Jagiellońskiego ds. Collegium Medicum
- 2016: Studencki Nobel w kategorii nauki medyczne i nauki o zdrowiu[54]
- 2015: Nagroda Polskiej Akademii Nauk – Laur Medyczny im. dr Wacława Mayzla[55]
- 2015: Nagroda ProJuvenes (jako członek zespołu HEART)[56]
- 2014, 2015, 2016: Stypendium Ministra Nauki i Szkolnictwa Wyższego